# Anomiopus genieri
Anomiopus genieri là một loài bọ cánh cứng trong họ Bọ hung (Scarabaeidae).